# Eurysternus sulcifer
Eurysternus sulcifer là một loài bọ cánh cứng trong họ Bọ hung (Scarabaeidae).